# Gloria Álvarez
Gloria Álvarez Cross (Ciudad de Guatemala; 9 de marzo de 1985) es una politóloga, escritora, presentadora de televisión y de radio guatemalteca, de principios filosóficos libertaria. Descrita como una figura mediática, ha realizado giras de conferencias por América Latina en contra del populismo y el socialismo.

## Biografía

### Primeros años
Nacida en la Ciudad de Guatemala el 9 de marzo de 1985, su padre es oriundo de Cienfuegos (Cuba) y su madre es de origen húngaro. Realizó estudios de relaciones internacionales y ciencia política en la Universidad Francisco Marroquín, de la capital guatemalteca, y posteriormente cursó una maestría en Desarrollo Internacional en la Universidad Sapienza, de Roma. Es especialista en relaciones y desarrollo internacionales.

### Vida pública
Se dio a conocer fuera de su país en el 2014 por un discurso que dio en el Parlamento Iberoamericano de la Juventud celebrado en la ciudad española de Zaragoza, que se hizo viral en las redes sociales. Ha realizado giras de conferencias a lo largo de Latinoamérica criticando el populismo.
Gloria Álvarez conducía el programa de radio Viernes de Gloria transmitido por la cadena Libertópolis y también HDP, hijos de la política transmitido por Azteca Guatemala.
Gloria define su doctrina política como libertaria, por lo que critica a políticos latinoamericanos pertenecientes al socialismo del siglo XXI, calificándolos como populistas.
En el año 2016 publicó su primer libro, titulado El engaño populista: Por qué se arruinan nuestros países y cómo rescatarlos, en coautoría con el chileno Axel Kaiser.
Álvarez renunció a la organización social guatemalteca Movimiento Cívico Nacional (MCN) debido a los señalamientos contra el director del MCN de recibir dinero producto de corrupción.
En el marco de la campaña presidencial de México en 2018, Álvarez fue conferenciante en una reunión plenaria del conservador Partido Acción Nacional.
El 11 de marzo de 2019, Álvarez proclamó su candidatura para la presidencia de Guatemala para las elecciones generales de Guatemala de 2019, aunque no le fue posible participar por no tener más de cuarenta años como lo estipula la Constitución de Guatemala. En su plan de gobierno, Álvarez se comprometía a que cada región sería independiente para manejar las ganancias de sus impuestos, reducir el número de ministerios, invertir más en seguridad y dejar a sus electores la posibilidad de escoger entre un número de puntos que incluían la legalización del cultivo y la venta de marihuana y de cocaína, el aborto, la prostitución, la unión entre personas del mismo sexo, las adopciones homoparentales y la eutanasia.

## Publicaciones
- El engaño populista (2016; con Axel Kaiser). ISBN 9786077472285
- Cómo hablar con un progre (2017). ISBN 8423425711
- Cómo hablar con un conservador (2018). ISBN 9788423430499
- Cómo Defender La Libertad y No Suicidarte En El Intento (2025)

## Galardones
- Revista Forbes: 100 Mujeres Poderosas de Centroamérica (2023)[16]
- Friedrich Hayek Lifetime Achievement Award, Austrian Economics Center, Austria (2018)[17]
- Premio a la Liberdade, Bello Horizonte, Brasil (2016)
- Mujer del Año, revista Look Magazine, Guatemala (2015)[18]